# 根子岳 (熊本県)
根子岳（ねこだけ）は、熊本県阿蘇郡高森町にある山である。阿蘇五岳（あそごがく）の一つ。最高点天狗峰の標高は1,433m。東峰には1,408.1mの三角点がある。

## 概要
根子岳は、以前は阿蘇火山の約9万年前のAso-4火砕流以降に形成された後カルデラ火山（中央火口丘）の一つと考えられていたが、新しい研究では、約13万年前のAso-3火砕流に覆われているため、他の中央火口丘群より古く、15万年前頃に形成された安山岩の成層火山と考えられている。
文化面では、根子岳には神様が怒ったために山容がギザギザになったという伝説がある（阿蘇山#伝説及び仮説参照）。そのギザギザになった姿が猫の形に似ていたから根子岳と名付けられた。また、当山は登山の対象となるが、最高点の天狗峰は険しい岩峰で、登山には岩登りの技術を要する。

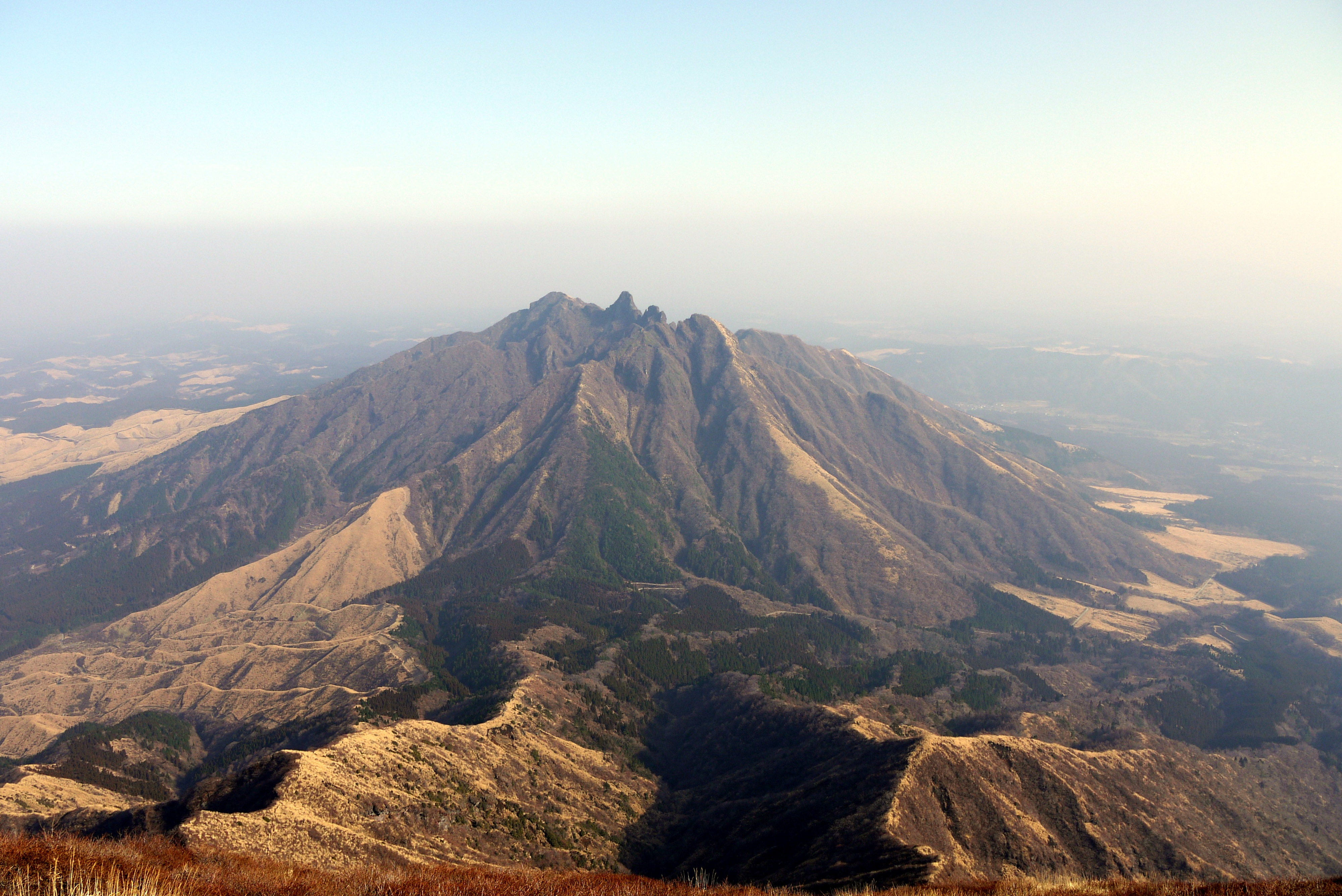
西方の高岳から
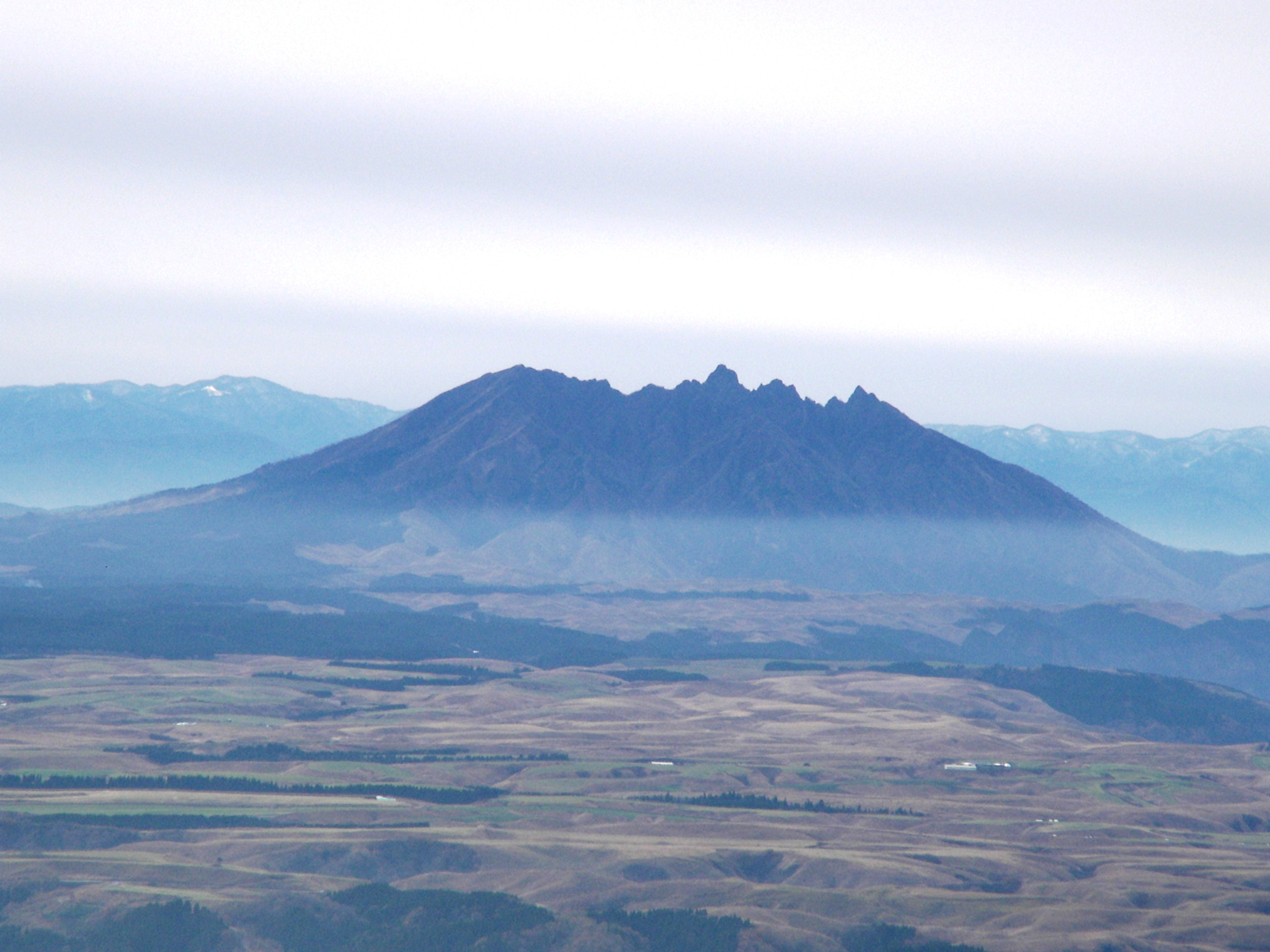
北から

## 近隣道路
- 国道265号
- 熊本県道・大分県道135号高森竹田線・熊本県道218号上色見草部線（山麓の大戸ノ口から分岐）